# Martin nad Žitavou
Martin nad Žitavou és un poble i municipi d'Eslovàquia que es troba a la regió de Nitra, al sud-oest del país. El 2021 tenia 535 habitants.

## Història
La primera menció escrita de la vila es remunta al 1272.

## Demografia
| Godina             | 1994 | 2004   | 2014   | 2024    |
| ------------------ | ---- | ------ | ------ | ------- |
| Nombre de persones | 503  | 532    | 527    | 583     |
| Diferència         |      | +5,76% | −0,93% | +10,62% |

| Godina             | 2023 | 2024   |
| ------------------ | ---- | ------ |
| Nombre de persones | 568  | 583    |
| Diferència         |      | +2,64% |